# ارگ شاهبولاغ
ارگ شاهبولاغ (ترکی آذربایجانی: Şahbulaq qalası) (به معنای چشمه شاه) قلعه ای است که در شهر متروکه آق‌دام جمهوری آذربایجان قرار دارد. این دژ متعلق به پناهعلی‌خان جوانشیر (سده ۱۸ میلادی) بود.

## وضعیت فعلی
امروزه، ارگ شاهبولاغ به عنوان یک اثر باقیمانده تاریخی و فرهنگی دوره خانات قره باغ باقی مانده‌است. در ژوئیه ۱۹۹۳ ارگ ترمیم شد و موزه‌ای در داخل ارگ توسط ارمنی‌ها تأسیس شد و اشیایی که در طی حفاری‌های محوطه باستان‌شناسی در مجاورت تیگراناکرت کشف شده‌اند نگهداری می‌شوند.